# 長野救命医療専門学校
長野救命医療専門学校（ながのきゅうめいいりょうせんもんがっこう）は、長野県東御市田中にある私立専修学校。東御市の誘致により開校した。
設置者は学校法人成田会（理事長　我妻忠夫）である。姉妹校に長野医療衛生専門学校（長野県上田市）がある。

## 沿革
- 2006年 - 長野救命医療専門学校開設。
- 2007年 - 山岳救命コース開講。
- 2015年 - 救急救命士学科が職業実践専門課程に認定。
- 2016年 - 柔道整復師学科が職業実践専門課程に認定。

## 学科
- 柔道整復師学科（職業実践専門課程/昼間部/3年制）
- 救急救命士学科（職業実践専門課程/昼間部/3年制）
- 両学科2年次に山岳救命コースを選択受講できる。

## 取得できる資格
- 柔道整復師国家試験受験資格
- 救急救命士国家試験受験資格

## 所在地
- 〒389-0516
  - 長野県東御市田中66-1

## 交通アクセス
- しなの鉄道田中駅から徒歩5分